# Almira, Königin von Castilien
Der in Krohnen erlangte Glücks-Wechsel, oder: Almira, Königin von Castilien (HWV 1) ist Georg Friedrich Händels erste Oper.

## Entstehung

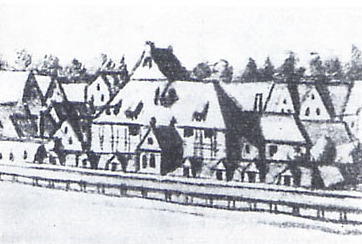
„Opern-Theatrum“ am Gänsemarkt (Ausschnitt aus der Stadtansicht Paul Heineckens, 1726)

1678 wurde in Hamburg das erste öffentlich-bürgerliche Opernhaus gegründet, das bis 1738 Bestand haben sollte. Dieses Theater, das sich am Gänsemarkt befand, hatte schon vor seiner Eröffnung mit erheblichen Schwierigkeiten zu kämpfen, die als Erster Hamburgischer Theaterstreit in die Geschichte eingingen. Der Konflikt darüber, ob Oper nicht per se sittenwidrig und schädlich sei, wurde auf den Kanzeln und in Streitschriften der Stadt ausgetragen, ehe sich das Geistliche Ministerium und der Senat Hamburgs durch Gutachten von theologischen Fakultäten außerhalb der Stadt davon überzeugen ließen, diese zu erlauben. Doch schon am Ende des Jahrhunderts stand das Opernhaus in voller Blüte.
Um diesem Streit mit den Pietisten die Spitze zu nehmen, waren die dort aufgeführten Werke anfangs biblischer oder wenigstens religiöser Natur. Doch dauerte es nicht lange, bis auch die anderenorts beliebten weltlich-mythischen und historischen Stoffe Einzug hielten. Als Modell für Hamburg diente sicherlich die Republik Venedig: wie diese war auch Hamburg eine reiche Handelsrepublik mit prosperierender Kulturlandschaft. Hier wie dort bestimmte der bürgerliche Publikumsgeschmack weitgehend, wie die Opern sein sollten. So wurden in Hamburg anfangs meist deutschsprachige Libretti vertont. Doch schon bald wurde es üblich, die wichtigsten Arien in italienischer Sprache zu schreiben oder, wenn die Vorlage eine italienische Oper war, diese in der Originalsprache zu belassen.
Bürgerliche Opernunternehmen wie die Häuser in Hamburg oder Venedig mussten weitgehend ohne Zuschüsse öffentlicher Gelder auskommen und finanzierten sich durch ihr Publikum. Daher ist ihre Geschichte auch eine Geschichte ihrer Pleiten. Während sich aber in Venedig und in anderen italienischen Städten die Opernhäuser fest etablieren konnten, blieb es für das Hamburger Haus finanziell problematisch, sodass es stets auf Zuschüsse aus Adels- und Diplomatenkreisen angewiesen war und trotzdem 1738 schließen musste. 1765 wurde das leer stehende und baufällige Haus abgerissen und an seinem Platz das Deutsche Nationaltheater errichtet.
Die zwischen dem Gänsemarkt und der Binnenalster gelegene Gänsemarkt-Oper war ein großes, wenn auch nicht prunkvolles Fachwerkgebäude mit tiefer Bühne und technisch aufwendig ausgestattet. Ihre Größe übertraf mit zweitausend Plätzen alle zeitgenössischen Theaterräume. Zutritt hatte jeder, der das Eintrittsgeld zahlen konnte. Das führte dazu, dass die Zusammensetzung des Publikums sehr gemischt war. Neben Hamburgern verschiedener sozialer Schichten waren darunter auch in der Stadt lebende begüterte Ausländer sowie Besucher. Die daraus resultierenden verschiedenen Interessen führten zu Problemen bei der Auswahl des Repertoires. Besonders einige der Librettisten trugen einen demonstrativ hohen Anspruch vor sich her und ließen am Konkurrenten kein gutes Haar. Was sich in Hamburg, wenn auch nicht von allen Librettisten geteilt, durchsetzte, war eine Vorliebe für derbe, satirische oder patriotische Libretti (sogar auch auf Plattdeutsch). Heroische Stoffe wurden indes mit burlesken Figuren und Szenen verflochten, und mit der Jahrhundertwende hielten auch die immer populärer werdenden Ballettszenen Einzug. So entstand ein eigentümlicher, typisch hamburgischer Galimathias, den man nun teilweise auch im Libretto der Almira von Friedrich Christian Feustking antrifft. Die Gegner solch überladener Libretti, die Dichter Christian Friedrich Hunold (genannt „Menantes“) und Barthold Feind, deren Werke ernstere und theatertechnisch glaubwürdigere Texte sind, konnten andere aber nicht davon abhalten, weiterhin diesen Mischmasch zu schreiben. Aber sie distanzierten sich: wie Feind, der dergleichen als den Hamburger „mauvait goût des Parterre“ bezeichnete.
Seit der Gründung des Hamburger Opernunternehmens war Reinhard Keiser ohne Zweifel der begabteste Komponist des Hauses. Er war dort seit 1697 Kapellmeister und von 1703 bis 1707 einer der beiden Direktoren. Der junge Händel war ihm bekannt, da dieser im Opernorchester als „zweiter Ripienviolinist“ und Cembalist mitwirkte und sich sicher auch schon mit der einen oder anderen Komposition bemerkbar gemacht hatte. Er war im Sommer 1703 nach Hamburg gekommen und kannte also das Repertoire aus dem Orchestergraben heraus, auch hatte er schon einige der Hamburger Partituren studiert und kopiert. Keiser sollte auf Händel einen lebenslangen Einfluss ausüben, dessen Melodien begleiteten ihn alle Jahre und finden sich in vielen seiner Kompositionen wieder. Die Ankunft Händels kommentiert der Sänger, Komponist, Impresario, Musiktheoretiker und -schriftsteller Johann Mattheson später etwas selbstverliebt so:

„Wie ein gewisser Weltberühmter Mann zum ersten mahl hier in Hamburg kam / wuste er fast nichts / als lauter regel-mäßige Fugen / zu machen / und waren ihm die Imitationes so neu / als eine fremde Sprache / wurden ihm auch eben so saur. Mir ist es am besten bewust / wie er seine allerste Opera / Scenen – weiß zu mir brachte / und alle Abend meine Gedanken darüber vernehmen wollte / welche Mühe es ihm gekostet / den Pedanten zu verbergen.“

Händels erste Oper – angekündigt als Sing-Spiel – wurde am 8. Januar 1705 unter der Leitung von Keiser uraufgeführt, wird also in den Monaten davor komponiert worden sein. Die Oper hat drei Akte und ist nach heutigem Verständnis kein Singspiel, da es keine gesprochenen Dialoge enthält.
Die Gelegenheit für die Komposition ergab sich für Händel durch einen Zufall: Keiser hatte den Stoff schon 1703/04 auf einen deutschen Text des Theologiestudenten Friedrich Christian Feustking nach einer venezianischen Vorlage von 1691 vertont und wollte seine Oper 1704 in Hamburg aufführen. Jedoch musste er in diesem Jahr vor seinen Gläubigern nach Weißenfels fliehen, wo zwar auch Kompositionsaufträge auf ihn warteten, er jedoch das Direktorat der Hamburger Oper nicht mehr ausüben konnte. Sein verbliebener Partner, der Dramaturg Drüsicke, übergab nun Händel das Libretto zur Vertonung, während die Oper Keisers niemals zur Aufführung kam. Zur Premiere der Händelschen Almira war Keiser aber wieder in der Stadt und konnte die Uraufführung der Oper seines Konkurrenten und Freundes dirigieren.

## Libretto
Das italienischsprachige Libretto L’Almira wurde von Giulio Pancieri für eine Vertonung durch Giuseppe Boniventi in Venedig 1691 geschrieben. Auch für Ruggiero Fedeli und seine Braunschweiger Almira von 1703 bildete dieses Libretto die Grundlage. Als Reinhard Keiser im Frühjahr 1704 in Weißenfels eintraf, wartete auf ihn, der in Hamburg gerade die Almira von Feustking in Musik gesetzt hatte, wiederum das gleiche Sujet mit dem Libretto eines uns heute unbekannten Librettisten. Diese Oper wurde im Juli 1704 uraufgeführt und enthielt wahrscheinlich sowohl Musik der früheren Hamburger Fassung als auch Gesänge von Fedeli. Das Libretto war eine freie deutsche Übersetzung des Braunschweiger Textes. Die von Händel verwendete Übersetzung ins Deutsche stammt aber ebenso von Feustking und ist möglicherweise mit der nie aufgeführten (aber 1706 teilweise in den Componimenti musicali gedruckten) Fassung Keisers identisch. Die 15 in Händels Partitur berücksichtigten italienischen Texte finden sich auch in den beiden anderen Quellen, während die Rezitative und die meisten Arien deutsch gesungen wurden.
Um das Libretto dem Geschmack des Hamburger Publikums anzunähern, nahm Feustking einige Änderungen vor, indem er zum Beispiel das Ballett in die Handlung integrierte und damit mehr Spektakel auf die Bühne bringen konnte. Weiter führte er die Figur der Bellante und eine vielleicht etwas zu lang geratene Kerkerszene ein. Vor allem die Hinzufügung der Figur der Bellante führt am Ende zu einigen unnötigen Verwicklungen, wie auch die Idee, die Rolle Consalvos teilweise ins Lächerliche zu ziehen, nicht immer lobenswert, wenn auch hamburgtypisch ist. Aber anderenfalls hätte es Tabarcos Arie Alter schadt der Thorheit nicht (Nr. 31), die Händel später in abgewandelter Form als Haste thee, Nymph in L’Allegro, il Penseroso ed il Moderato wiederverwendete, wohl nicht gegeben.
Besetzung der Uraufführung
- Almira – Anna-Margaretha Conradi, genannt „Conradine“ (Sopran)
- Edilia – Barbara Oldenburg (später Keiser) (Sopran)
- Consalvo – Gottfried Grünewald (Bass)
- Osman – Johann Konrad Dreyer (Tenor)
- Fernando – Johann Mattheson (Tenor)
- Raymondo – Gottfried Grünewald (Bass)
- Bellante – Anna Rischmüller (Sopran)
- Tabarco – Christoph Rauch (Bass)

Almira war ein durchschlagender Erfolg. Die Oper kam bis zum 25. Februar auf etwa zwanzig Aufführungen und wurde dann durch Händels nächste Oper Nero abgelöst, deren Musik verschollen ist. Im Jahre 1732 (Premiere war am 7. Februar) wurde das Werk in einer Bearbeitung von Georg Philipp Telemann – möglicherweise für nur zwei Aufführungen – in der Gänsemarktoper wiederaufgenommen.
Die Edilia der Uraufführung, Barbara Oldenburg, Tochter eines angesehenen Hamburger Ratsmusikers „von gutem, angesehenen Patricier-Geschlechte“, heiratete später Reinhard Keiser.
Die Musik kam zwar gut an, doch Feustkings Libretto scheint auf Kritik gestoßen zu sein, wie aus dem Tonfall eines Pamphlets zu schließen ist, das er als Reaktion auf diese Kritik herausgegeben hat. In diesem Pamphlet erscheint Händels Name zum ersten Mal öffentlich im Druck:

„Die Almiram zu tadeln, die doch sowohl wegen der Poesie als auch wegen der kunstreichen Musique des Herrn Hendels honéter Gemüther approbation erlanget, und noch biß auf diese Stunde damit beehret wird, ist ein Zeichen einer malicieusen Unvernunfft oder unvernünfftigen Malice. Daß sie aber mit einer freien Ubersetzung, und nicht dem wörtlichen Inhalt nach, aufgeführet, solches ist Mr. Kaysers, eures getreuen Vasallen Schuld, als welcher die intrigue verändert, und bey jedem Actu neue Finten und Auffzüge vorgestellet haben wolte. Ob ich nun gleich eine Persohn mehr, und den Raymondo in einer Königl. qualité einbringen, auch das gantze Werck innerhalb 3 Wochen verfertigen muste, so war dennoch der Undanck dieses sonst grossen Virtuosen so groß, daß er selben auch nicht einmahl mit einem höfflichen Compliment von sich abgeweltzet. Ingratum si dixeris, omnia dixeris! Sagt ihm doch solches, wenn er euch die reverence machet, einmahl wieder.“

Infolge des literarischen Streites mit Feustking bearbeitete Feind das Libretto noch einmal, das dann 1706 mit dem Titel Der durchlauchtige Secretarius oder Almira, Königin von Kastilien wiederum mit Musik von Keiser aufgeführt wurde. Dies war also Keisers dritte Almira innerhalb von zwei Jahren.
Bemerkenswert ist die Tatsache, dass Almira als einzige Oper Händels auch im 19. Jahrhundert gespielt wurde: zwischen 1878 und 1905 mehrmals in Hamburg (Premiere am 14. Januar 1878 im Hamburger Stadt-Theater) und Leipzig, allerdings in einer stark bearbeiteten und gekürzten Form von Johann Nepomuk Fuchs, als zweiter Teil eines aus drei Stücken bestehenden Abends: Händels Musik wurde von Keisers Venus und Adonis und Glucks Le Cadi dupé umrahmt.
Die erste moderne Aufführung von Almira fand am 23. Februar 1985 in der Städtischen Oper in Leipzig (musikalische Leitung: Horst Gurgel) und die erste Aufführung des Stückes in historischer Aufführungspraxis am 7. Mai 1994 in Bremen mit den Fiori musicali unter Leitung von Thomas Albert statt.

## Handlung

### Historischer und literarischer Hintergrund
Eine Zuordnung des Inhaltes der Oper zu historischen Ereignissen fällt schwer, da die Handlung frei erfunden ist. Durch einige der verwendeten Rollennamen lassen sich aber wenigstens ein paar Rückschlüsse auf historische Personen und Ereignisse ziehen. So kann man vermuten, dass sich hinter Almira Elvira Alfónsez (1100–1135), die Tochter König Alfons’ VI. von León-Kastilien (1040–1109) und der maurischen Prinzessin Zaida, die sich nach ihrem Übertritt zum Christentum „Elisabeth (Isabel)“ nannte, verbirgt. Elvira ehelichte 1117 den Grafen Roger, der im Jahre 1130 König von Sizilien wurde. Diese neuere spanische Geschichte ist im Corpus Pelagianum überliefert, auch unter dem Namen Liber chronicorum bekannt, ein sechsteiliges Werk, das unter der Aufsicht von Pelagius, der von 1101 bis 1130 Bischof von Oviedo war, verfasst wurde. Diese Chronik wurde gegen Ende des 12. Jahrhunderts fertiggestellt. Weitere Indizien, die diese Annahme stützen, liefern andere Rollen dieses Librettos: So ging der von Almira geliebte Findling Floraldo/Fernando einst als Kind auf der Seereise nach Sizilien verloren. Almiras Vormund Consalvo ist Fürst jenes Segovia, das Alfons VI. 1085 von den Mauren zurückerobert hatte. Schließlich ließ Alfons VI. der Entwicklung des Ortes der Handlung, Valladolid, welches in der maurischen Zeit weitgehend entvölkert war, nach deren Rückeroberung besondere Aufmerksamkeit angedeihen und sorgte mittels des Grafen Pedro Ansúrez für die Wiederbesiedlung der Stadt. Zuletzt findet man auch den Namen Raymondo in der Familiengeschichte derer von León-Kastilien: Raimund von Burgund war der erste Ehemann von Urraca, die nach dem Tod ihres Bruders Alfons VI. bis 1126 Königin von León-Kastilien war.

### Erster Akt
An ihrem zwanzigsten Geburtstag wird die Prinzessin Almira aus der Vormundschaft entlassen, zur Königin gekrönt und besteigt den Thron ihres früh verstorbenen Vaters Alfonso. Sie belohnt Consalvo, der während ihrer Minderjährigkeit die Staatsgeschäfte führte, für seine treuen Dienste: Er wird fortan ihr oberster Ratgeber sein. Sein Sohn Osman erhält das Oberkommando der Armee; Fernando, ein Findling, den Almira heimlich liebt, wird Sekretär der Königin.
Die Testamentseröffnung überrascht Almira: Ihr Vater hat verfügt, dass sie einen Gatten aus dem Hause Consalvos wählen soll. Der Schmerz überwältigt sie, denn jede Hoffnung auf eine Verbindung mit Fernando scheint verloren: Chi più mi piace io voglio (Nr. 8).
Osman, der die Testamentseröffnung belauschte, trennt sich von seiner Verlobten, der Prinzessin Edilia. Er braucht freie Bahn, um mit seinem Vater um die Hand der Königin konkurrieren zu können.
Fernando, der ebenfalls Almira heimlich, aber, wie er meint, als Findling aussichtslos liebt, lebt ganz der kühnen Hoffnung, zum König bestimmt zu sein. Um Almira einen Wink zu geben, will er in einen Baum einschnitzen: ICH LIEBE, DIE ICH NICHT DARF NENNEN. Er kommt aber nur so weit: ICH LIEBE DI..., dann wird er durch Almira überrascht. Sie liest und ergänzt falsch:
ICH LIEB EDILIA. In rasender Eifersucht schickt sie ihn davon: Geloso tormento (Nr. 15).
Edilia beklagt sich bei Consalvo über Osmans Untreue. Consalvo erschrickt: Auch er will, das Testament nutzend, mit Almiras Hand gleichzeitig den Thron erringen. Er sichert Edilia zu, dass er seinen Sohn zur Einlösung des Verlöbnisses zwingen werde.
Der Hofstaat vergnügt sich bei Spiel und Tanz. Edilia versucht den treulosen Osman eifersüchtig zu machen und wirft sich Fernando an den Hals; Osman dagegen will sich rächen, indem er der Prinzessin Bellante den Hof macht. Almira, die wieder alles missversteht, verliert die Beherrschung und weist Fernando aus dem Saal: Ingrato, Spietato, tosto rendi a me quel core (Nr. 28).

### Zweiter Akt
In Fernandos Zimmer dringt Osman ein; er lässt sich durch den Diener Tabarco nicht abweisen und verlangt als Freundesdienst von Fernando, sein Fürsprecher bei Almira zu sein.
Auch Almira erwartet, dass Fernando ihr die Entscheidung abnehme, ob sie der Verfügung des Testaments gehorchen soll. Der will diplomatisch sein und bringt den heimlich lauschenden Osman dadurch in Wut.
Consalvo will mit Hilfe der Königin die Hochzeit von Osman und Edilia erzwingen, doch Almira missversteht wieder, weil sie glaubt, Fernando sei gemeint: No, no, non voglio (Nr. 35).
Als Gesandter verkleidet, erscheint der maurische König Raymondo in politischer Absicht: Mi dà speranza al core (Nr. 38).
Almira glaubt, dass sie ihre Liebe nicht länger verheimlichen kann: Move i passi alle ruine (Nr. 41). Als Osman zurückkommt, um Fernando zum Zweikampf aufzufordern, tritt sie unerkannt dazwischen und entreißt beiden die Degen.
Intermezzo: Tabarco, dem die Hofpost anvertraut ist, schnüffelt in den zarten Geheimnissen der hohen Herrschaften: „Der Hof ist schier vor Liebe reinweg toll, darum sind auch davon fast alle Blätter voll.“
Almira birgt die Waffen: Beim Anblick von Fernandos Degen gerät sie in Verzückung – einst soll er die Wunde heilen, die ihr im Herzen brennt. Raymondo, dessen Verkleidung sie durchschaute, wird immer deutlicher in seinem Werben um Almira. Von Consalvo beraten, will sie ihre Absage diplomatisch verkleiden.
Wieder verwirren sich die Fäden: Edilia, die Osmans Degen vor dem Zimmer der Königin sieht, glaubt sich verraten; Osman dagegen hält Edilia für die verschleierte Dame in Fernandos Zimmer.

### Dritter Akt
Prächtige Aufzüge werden zu Ehren der maurischen Gäste vorgeführt: Europa und Afrika, von Fernando und Osman vorgestellt, preisen ihre Vorzüge. Als sich Almira gegen Afrika, für „Europens Schönheit“ entscheidet, hat Raymondo die so fein verschlüsselte Absage verstanden. Am Schluss verkündet Tabarco: Die wahre Herrschaft über die Welt halte aber die Narrheit; sie regiere das menschliche Handeln.
Consalvo glaubt, dass Edilia bei Fernando war, und muss doch Osman mit Edilia verheiraten, um zum Ziel zu gelangen. So lässt er kurzerhand Fernando in den Kerker werfen und klagt ihn an, Edilia, die Verlobte seines Sohnes Osman, verführt zu haben. Das trifft eine wunde Stelle bei Almira: Sie platzt vor Eifersucht und will erst recht um den Geliebten kämpfen: Vedrai, s’a tuo dispetto (Nr. 62).
Tabarco bringt ihr aus dem Kerker eine Botschaft Fernandos, ein Rubinherz mit der Inschrift ALMIRENS EIGENTUM. Um das ihr Unerklärliche zu ergründen, lässt sie Fernando zum Schein das Todesurteil überbringen.
Der von Almira abgewiesene Osman versucht Edilia wiederzugewinnen. Ihre Ablehnung ermuntert Raymondo, in ihrem Hafen vor Anker zu gehen. Er hat Erfolg, und der verschmähte Osman tröstet sich mit der reizvollen Prinzessin Bellante.
Tabarco hat die Todesnachricht überbracht. Die heimlich lauschende Almira erfährt, dass Fernandos ganze Liebe nur ihr gehört. Gerührt nimmt sie ihm die Fesseln ab.
Das Rätsel löst sich: Der in den Thronsaal zitierte Consalvo erkennt das Kleinod als das Brautgeschenk für seine Gattin, die auch Almira hieß. Bei der Geburt ihres Sohnes Floraldo war es diesem um den Hals gehängt worden. Auf einer Seereise waren Mutter und Sohn umgekommen, nun stellt es sich heraus, dass Floraldo gerettet wurde: Er ist Fernando, der Findling.
Almira ist jetzt in der Lage, das Testament des Vaters zu vollstrecken – ihrer Verbindung mit Fernando steht nichts mehr im Wege. Auch die anderen Paare haben sich gefunden: Raymondo und Edilia, Osman und Bellante. Und Consalvo? Der freut sich an dem in „Kronen erlangten Glückswechsel“ bei seinen Kindern.

## Musik
Die Musik zur Oper besteht aus einer Ouvertüre in französischem Stil und 74 teils kurzen Musiknummern. Am Beginn steht die Krönungsszene der Almira, die in einem von Pauken und drei Trompeten begleiteten Chor gipfelt. Im Anschluss tanzen die spanischen Hofdamen und Herren eine Chaconne und eine Sarabande. Auch im dritten Akt ist eine längere Tanzszene enthalten, in der in Maskeraden die drei personifizierten Teile der Welt (Europa, Afrika, Asien) und schließlich die Narrheit tanzen. Gemäß der Regieanweisung in der Partitur wird zunächst der in römische Tracht gekleidete Europa in einem Wagen über die Bühne gezogen, vor ihm her ein Chor von Hautbois. Afrika wird zum Klang von Pauken und Trompeten von zwölf Mohren getragen, während Asien, bewaffnet und begleitet von Cimbaln, Trommeln und Quer=Pfeifen in einem von Löwen gezogenen Wagen auftritt. Bis in unsere heutige Zeit sollte der Tanz der Asiaten, eine sechzehntaktige und nur zweistimmige Sarabande, eine von Händels bekanntesten Melodien werden. Hatte Händel sie erst zur Arie Lascia la spina in seinem römischen Oratorium II trionfo del Tempo e del Disinganno (1707) umgearbeitet und bedeutend erweitert, so eroberte sie als Lascia ch’io pianga in seiner ersten Londoner Oper Rinaldo sechs Jahre später die Musikwelt.
Händel komponierte für die Gegebenheiten und in den Normen, die er in Hamburg vorfand. Da kein Kastrat im Ensemble des Gänsemarkt-Theaters war, ist Almira seine einzige erhaltene Oper, die keine solche Partie enthält. Auch die große Anzahl der zum Teil sehr kurzen Arien entspricht dem. Diese gelingen ihm am besten, wenn sie starke Affekte wie Geloso tormento (Nr. 15) oder Treuloser Mensch/Kochet ihr Adern (Nr. 64/65) oder Lieblichkeit wie Sanerà la piaga un dì (Nr. 44) oder Sprich vor mir ein süßes Wort (Nr. 33) ausdrücken sollen. Hier schimmert schon der reifere Händel durch. Jedoch sind einige der Nummern noch etwas ungelenk, und man kann hören, dass der jugendliche Händel sich bis dahin mehr mit Instrumentalmusik als italienischem Gesang beschäftigt hatte. Diese Erfahrung sollte er erst wenige Jahre später während seiner Lehrjahre in Italien machen. Hier erwarb er sich die melodisch-vokale Intensität und den souveränen Umgang mit der italienischen Sprache, die seine späteren Opern auszeichnen.
Das Autograph von Almira ist verschollen. Die einzige erhaltene Partiturabschrift ist von Georg Philipp Telemann für seine Wiederaufführung des Werkes 1732 benutzt und so stark bearbeitet worden, dass mehrere Stellen nur fragmentarisch überliefert sind. Der Fund einer Ariensammlung aus dem frühen 18. Jahrhundert in der Bibliothek des Mariengymnasiums Jever im Jahre 2004 konnte diese Lücken teilweise schließen: Almiras Schlussarie im ersten Akt Ingrato, spietato, tosto rendi a me quel core (Nr. 28) ist nun ebenso wieder verfügbar wie die fehlenden neun Takte der Bass-Stimme der Arie der Bellante Ich brenne zwar (Nr. 71).
Seit seinem Italienaufenthalt hatte Händel zeitlebens eine ausgezeichnete Handbibliothek, in der er sämtliche seiner Kompositionen aufbewahrte. Dies ist der Hauptgrund für den hervorragenden Überlieferungsstand dieser Werke. Im Gegensatz dazu ist unsere heutige Ausstattung mit Werken aus der Hamburger und erst recht der Hallenser Zeit dürftig. Was für die Hamburger Oper komponiert wurde, war wohl Eigentum des Opernhauses und blieb dort im Archiv. Dort waren die Partituren wohl schlechter aufgehoben als in Händels Privatarchiv. So sind die anderen Hamburger Opern (Nero, Florindo und  Daphne) fast vollständig verloren.

## Struktur der Oper
Ouverture (2 Ob, Str, BC)

### Erster Akt
| Scena I    | Recitativo. Consalvo Durchlauchtigste                                                       |
|            | 1. Aria. Consalvo (2 Ob, 2 Vl, BC) Almire regiere und führe beglücket den Scepter           |
|            | Recitativo. Consalvo Wohlan! Entzündt den Blitz                                             |
|            | 2. Coro. (3 Trp, Pk, Str, BC) Viva, viva Almira!                                            |
|            | 3. Chaconne (2 Ob, Str, BC)                                                                 |
|            | 4. Saraband (2 Ob, Str, BC)                                                                 |
| Scena II   | Recitativo. Almira, Consalvo, Osman, Fernando Die Nachwelt wird in Diamanten ätzen          |
|            | 5. Aria. Osman (BC) Ach wiltu die Herzen auf ewig verbinden                                 |
|            | Recitativo. Fernando, Almira Du hebst mich                                                  |
|            | 6. Aria. Fernando (BC) So ben che regnante                                                  |
| Scena III  | Recitativo. Consalvo, Almira Durchlauchtigste                                               |
|            | 7. Aria. Consalvo (2 Vl, BC) Leset, ihr funkelnden Augen                                    |
|            | Recitativo. Almira Ach Schmerz!                                                             |
|            | 8. Aria. Almira (Ob, Str, BC) Chi più mi piace io voglio                                    |
| Scena IV   | 9. Aria. Edilia (2 Bfl, Str, BC) Schönste Rosen                                             |
|            | Recitativo. Osman, Edilia Ist hier Edilia?                                                  |
|            | 10. Aria. Osman (BC) Du irrst dich, mein Licht                                              |
|            | Recitativo. Edilia, Osman Ich bin versöhnt                                                  |
|            | 11. Aria. Edilia (2 Ob, Str, BC) Proverai di che fiere saette                               |
|            | Recitativo. Osman Schäum' immer Gift und Gallen!                                            |
|            | 12. Aria. Osman (Str, BC) Zürne was hin, speie nur Flammen                                  |
| Scena V    | 13. Aria. Fernando (2 Bfl, Str, BC) Liebliche Wälder, schattige Felder                      |
|            | Recitativo. Fernando Die Königin ist meiner Liebe Ziel                                      |
| Scena VI   | 14. Aria. Almira (BC) Vollkommene Hände                                                     |
|            | Recitativo. Fernando, Almira Ich liebe di… wie, seh‘ ich nicht aufgehn mein Sonnenlicht?    |
|            | 15. Aria. Almira (Ob, Str, BC) Geloso tormento in varendo il cor                            |
| Scena VII  | Recitativo. Consalvo, Edilia Auf diesen angenehmen Wegen                                    |
|            | 16. Aria. Consalvo (BC) Wer umb Geld und Hoheit willen                                      |
|            | Recitativo. Edilia Ich stimme solchen Worten bei                                            |
|            | 17. Aria. Edilia (Str, BC) Più non vuo’tra sì e no                                          |
| Scena VIII | Recitativo. Tabarco Weil es die Königin befohlen                                            |
|            | 18. Aria. Tabarco (2 Ob, Str, BC) Am Hofe zu heißen galant, ist dieses                      |
| Scena IX   | Recitativo. Fernando Auf, auf, mein Herz!                                                   |
|            | 19. Aria. Fernando (2 Ob, Str, BC) Laß das Schicksal blitzen, wittern                       |
|            | Recitativo. Fernando Dort wird sich Osman finden ein                                        |
|            | 20. Aria. Osman (BC) Ich will euch verdammen, ihr vorigen Flammen                           |
| Scena X    | Recitativo. Edilia, Osman Nein, Amor, nein, du darfst nicht mehr gedenken                   |
|            | 21. Duetto. Edilia, Osman (2 Ob, Str, BC) Ich will gar von nichtes wissen                   |
| Scena XI   | Recitativo. Consalvo, Edilia, Osman, Fernando, Bellante Die Königin Almira läßt befehlen    |
|            | 22. Aria. Bellante (BC) Der Mund spricht zwar gezwungen: Nein                               |
|            | Recitativo. Osman, Tabarco Sie wird mich in Verzweiflung stürzen                            |
|            | 23. Courante (Vl, BC)                                                                       |
|            | 24. Bourrée (Vl, BC)                                                                        |
|            | 25. Menuet (2 Vl, BC)                                                                       |
|            | 26. Rigaudon (Vl, BC)                                                                       |
|            | 27. Rondeau (2 Ob, Str, BC)                                                                 |
| Scena XII  | Recitativo. Almira, Fernando, Edilia, Osman, Bellante, Consalvo Wie, träum’ ich oder nicht? |
|            | 28. Aria. Almira (2 Ob, Fg, Str, BC) Ingrato, Spietato, Tosto rendi a me quel core          |

### Zweiter Akt
| Scena I    | Recitativo. Fernando, Almira Durchlauchtigste, aus Mauritanien                              |
| Scena II   | Recitativo. Raymondo, Consalvo, Almira, Fernando Raymondo, der das Reich der Mauren schützt |
| Scena III  | 29. Aria. Bellante (Vl, BC) Chi sa, mia speme                                               |
|            | Recitativo. Bellante, Consalvo, Tabarco Doch leerer Trost, dir nur auf Hoffnung ruht        |
|            | 30. Aria. Consalvo (2 Ob, BC) Laß ein sanftes Händedrücken                                  |
|            | Recitativo. Bellante, Consalvo, Tabarco Verdruß und Unmut hält mich eingeschlossen          |
|            | 31. Aria. Tabarco (2 Ob, Str, BC) Alter schadt der Torheit nicht                            |
| Scena IV   | Recitativo. Fernando, Tabarco Ich muß allein in diesem Zimmer bleiben                       |
|            | 32. Aria. Tabarco (Str, BC) Habbiate pazienza                                               |
| Scena V    | Recitativo. Osman, Fernando Tabarco, laß ihn nur herein                                     |
|            | 33. Aria. Osman (2 Bfl, Viola sola, BC) Sprich vor mir ein süßes Wort                       |
| Scena VI   | Recitativo. Almira, Fernando Entzeuch das Blatt nur meinen Augen nicht                      |
|            | 34. Aria. Fernando (BC) Schöne Flammen, fahret wohl                                         |
|            | Recitativo. Almira, Osman, Fernando Nein, nein, Fernando, nein!                             |
| Scena VII  | Recitativo. Consalvo Durchlauchtigste, darf ich die Gnad’ erbitten                          |
|            | 35. Aria. Almira (BC) No, no, non voglio, no, che s’incaten ancor                           |
|            | Recitativo. Consalvo Nein, Osman muß, was er versprochen                                    |
|            | 36. Aria. Osman (Vl, BC) Scepter und Kron‘ bleibet großmütiger Liebe zu Lohn                |
|            | Recitativo. Osman, Consalvo Mein Vater wird zu den zerrissnen Banden                        |
|            | 37. Ritornello.                                                                             |
| Scena VIII | 38. Aria. Raymondo (2 Ob, Vl, BC) Mi dà speranze al core di giunger                         |
|            | Recitativo. Raymondo, Almira Almira kommt, vielleicht                                       |
|            | 39. Aria. Raymondo (BC) Zweier Augen Majestät                                               |
|            | Recitativo. Almira, Raymondo Und wo wird sich hie solche Schönheit zeigen?                  |
| Scena IX   | 40. Recitativo accompagnato. Almira Ich kann nicht mehr verschwiegen brennen                |
|            | 41. Aria. Almira (Str, BC) Move i passi alle ruine                                          |
|            | Recitativo. Almira Hilf, Himmel! Osman kommt                                                |
| Scena X    | 42. Aria. Osman (BC) Svenerò chi fa guerra a questo cor                                     |
|            | Recitativo. Osman, Fernando, Almira Dort eben kommt mein Nebenbuhler her                    |
|            | 43. Aria. Fernando (2 Ob, Fg, Str, BC) Ob dein Mund wie Plutons Rachen                      |
| Scena XI   | Recitativo. Almira Beglückter Tag, daran ich meinem Leben                                   |
|            | 44. Aria. Almira (BC) Sanerà la piaga un dì                                                 |
|            | Recitativo. Almira, Consalvo Raymondo hat mir seinen Fürstenstand entdeckt                  |
| Scena XII  | Recitativo. Edilia, Osman Ich komme von Almirens Zimmer her                                 |
|            | 45. Aria. Edilia (2 Ob, Str, BC) Der Himmel wird strafen                                    |
| Scena XIII | Recitativo. Tabarco Wie muss sich doch Tabarco stets                                        |
|            | 46. Aria. Tabarco (2 Ob, Vl, BC) Schürzchen mit dem Falbala                                 |

### Dritter Akt
| Scena I     | 47. Entrée (2 Ob, 2 Vl, BC)                                                                                                 |
|             | 48. Aria. Fernando (2 Ob, 2 Vl, BC)Bücke dich, du Kreis der Welt                                                            |
| Scena II    | 49. Aria. Osman (2 Ob, 2 Vl, BC) Meiner Pracht muß alles weichen                                                            |
|             | 50. Rigaudon (2 Ob, 2 Vl, BC)                                                                                               |
| Scena III   | 51. Aria. Consalvo (2 Ob, 2 Vl, BC) Du stolzer Erdenkreis!                                                                  |
|             | 52. Saraband (2 Vl, BC) |
|             | Recitativo. Raymondo, Almira, Edolia, Bellante Gefällt ihr nicht der Africaner Lob?                                         |
| Scena IV    | 53. Aria. Tabarco (2 Ob, BC) Kommt, vermehrt der Torheit Ruhm                                                               |
|             | 54. Gigue (2 Vl, BC) |
| Scena V     | 55. Aria. Edilia (BC) Quillt, ihr überhäuften Zähren                                                                        |
|             | Recitativo. Raymondo, Edilia Was ist, das deinen Geist in Unmut setzt?                                                      |
|             | 56. Aria. Raymondo (Ob, BC) Gönne nach den Tränengüssen mir nur einen Gnadenblick                                           |
|             | Recitativo. Consalvo, Edilia Entschließe dich, steht denn kein Trost mehr offen?                                            |
| Scena VI    | 57. Recitativo accompagnato. Bellante Ja, Amor, deine Grausamkeit muss dieses Herz                                          |
|             | 58. Aria. Bellante (2 Vl, BC) Blinder Schütz, brich die ungerechte Spitz                                                    |
|             | Recitativo. Consalvo, Bellante Und will dein Herz mich noch nicht lieben?                                                   |
|             | 59. Aria. Consalvo (BC) Unartige Schöne, wiltu mich verlassen                                                               |
| Scena VII   | 60. Aria. Fernando (2 Ob, 2 Vl, BC) Edele Sinnen schaffen von hinnen                                                        |
|             | Recitativo. Consalvo, Fernando Fernando, gib mir deinen Degen                                                               |
|             | 61. Aria. Fernando (Vl solo, Vc solo, BC) Was ist des Hofes Gunst?                                                          |
|             | Recitativo. Consalvo Geh, Unvorsichtiger, bedenke                                                                           |
| Scena VIII  | Recitativo. Consalvo, Almira Durchlauchtigste, Fernando liegt gefangen                                                      |
|             | 62. Aria. Almira (Ob, Str, BC) Vedrai, s’a tuo dispetto                                                                     |
| Scena IX    | 63. Aria. Raymondo (BC) Edilia, du bleibest mein                                                                            |
|             | Recitativo. Edilia, Raymondo Ja, ja!/Ist mir ein süßes Echo nah?                                                            |
| Scena X     | 64. Recitativo accompagnato. Almira Treuloser Mensch, ist mein Gemüt gleich zart                                            |
|             | 65. Aria. Almira (2 Ob, Str, BC) Kochet ihr Adern entzündete Rache                                                          |
| Scena XI    | Recitativo. Osman, Almira, Tabarco Durchlauchtigste, der Himmel muss verehren                                               |
|             | 66. Aria. Almira (BC) Werte Schrift, geliebte Zeilen                                                                        |
| Scena XII   | Recitativo. Edilia, Osman Entweich, verlasse mich                                                                           |
| Scena XIII  | 67. Aria. Raymondo (2 Ob, 2 Vl, BC) Quel labro di coral                                                                     |
| Scena XIV   | 68. Arioso. Fernando (Str, BC) Der kann im Blitz und Donner lachen                                                          |
|             | Recitativo. Fernando, Tabarco Was bringt Tabarco mir vor Trost?                                                             |
| Scena XV    | 69. Recitativo accompagnato. Fernando, Almira Verhängnis, wiltu denn nur mich Verlass‘nen fallen?                           |
|             | 70. Duetto. Almira, Fernando (2 Ob, Vl, BC) Spielet, ihr blitzenden Augen, mit mir                                          |
| Scena XVI   | 71. Aria. Bellante (Str, BC) Ich brenne zwar, doch ohne dein Bewegen                                                        |
|             | Recitativo. Osman, Bellante Glaub‘, Schöne, dass dein holder Mund                                                           |
|             | 72. Duetto. Bellante, Osman (Vl, BC) Mein Betrüben muß verschwinden                                                         |
| Scena XVII  | Recitativo. Almira, Consalvo, Bellante, Osman, Fernando Fernando hat sich zwar erklärt                                      |
|             | 73. Coro. (2 Ob, Str, BC) Anmutsrosen streut                                                                                |
| Scena XVIII | Recitativo. Raymondo, Osman, Almira, Consalvo, Tabarco, Edilia, Bellante, Fernando Durchlauchtigste, des Himmels hohe Gunst |
|             | 74. Coro. (2 Ob, Str, BC) Wir hoffen, der Himmel wird nach dem Getümmel                                                     |

## Orchester
Im Gegensatz zum sparsam besetzten Orchester in Venedig konnte das Hamburger Opernorchester aus dem Vollen schöpfen. Vielleicht stand hier das üppige Opernorchester des französischen Hofes Pate. Gerade Reinhard Keiser, der doch immerhin Händels erstes Opernvorbild war, machte davon häufig Gebrauch und verwendete extravagante Instrumentationen. Händels Partitur ist hier konventioneller, und bis auf die Arie Osmans Sprich vor mir ein süsses Wort (Nr. 33) mit zwei Blockflöten und Solobratsche verwendet Händel eine „normale“ Orchesterbesetzung: zwei Blockflöten, zwei Oboen, Fagott, drei Trompeten, Pauken, Streicher, Basso continuo (Violoncello, Laute, Cembalo).

## Diskografie
- CPO 999275-2 (1994): Ann Monoyios (Almira), Linda Gerrard (Bellante), David Thomas (Consalvo), Patricia Rozario (Edilia), James MacDougall (Fernando), Douglas Nasrawi (Osman), Olaf Haye (Raymondo), Christian Elsner (Tabarco)

Fiori musicali; Dir. Andrew Lawrence-King (224 min)
- CPO 555205-2 (2018): Emöke Baráth (Almira), Teresa Wakim (Bellante), Christian Immler (Consalvo), Amanda Forsythe (Edilia), Colin Balzer (Fernando), Zachary Wilder (Osman), Jesse Blumberg (Raymondo), Jan Kobow (Tabarco)

Boston Early Music Festival Orchestra; Dir. Paul O’Dette und Stephen Stubbs (242 min)